# Eitental
Eitental (Schreibweise als Katastralgemeinde und in älteren Dokumenten auch Eitenthal) ist eine Ortschaft und Katastralgemeinde der Marktgemeinde Weiten im Bezirk Melk in Niederösterreich. Die Ortschaft hat 75 Einwohner (Stand 1. Jänner 2024).

## Geografie
Das Dorf liegt beiderseits des Weitenbaches und wird von der Weitental Straße erschlossen. Im Ort mündet der Schwarzaubach und den Weitenbach. Ein Gebäude ganz im Südwesten von Eitental steht bereits in der benachbarten Marktgemeinde Leiben.

## Geschichte
Laut Adressbuch von Österreich waren im Jahr 1938 in Eitental drei Gastwirte, ein Gemischtwarenhändler, ein Holzhändler und ein Müller mit Sägewerk ansässig. Weiters gab es im Ort die Gummiwebwarenfabrik Rudolf Gassner & Söhne. Bis zur Eingemeindung nach Weiten am 1. Jänner 1969 war der Ort ein Teil der damaligen Gemeinde Seiterndorf.

## Besonderheiten
In der Kamelreitschule Eitental kann man das Reiten auf Kamelen erlernen.